# DJ Team Panda
DJ Team Panda（ディージェイ チーム パンダ ）は、日本のDJ、ダンサー、サウンドクリエーター、イベントパフォーマー。東京都上野出身。

## 概要
DJ Teamと名乗ってはいるが実際のところDJは1人であり他全てのメンバーはダンサーである。4人から大集団までとその時々でダンサーの数が変動。主にアンダーグラウンド・カルチャー色の強いイベントに出演しているが、オファーがあれば結婚パーティーやお笑いライブ、忘年会等にも出演することもある。出演時間もほぼ早朝であるが一部の熱狂的なファンからはモッシュが起きる。出演中のメンバーはパンダの着ぐるみとメイクを施しパフォーマンスを行うが、DJである邑姫裳乃ひのえだけはメイクが施されていない。選曲はJ-POPがメインだがイベント内容によっては他のジャンルも使用する。なお、着ぐるみを着用しての激しいパフォーマンスは著しく体力を消耗するため、30分以上のオファーには対応していない。
緊縛アーティストのHajime KinokoやSM・スカトロ界の重鎮である三代目葵マリー等、様々な人物が参加。
尚、DJ担当の邑姫裳乃ひのえはプロDJとして、国内外の様々なイベントで活躍している。ダンサー担当の柊一華、PSYCHO SAUCEはソロDJとしても活動している。

## メンバー
※加入順
きゃっと（総帥）
PSYCHO SAUCE
柊一華
Hajime Kinoko
Miki
邑姫裳乃ひのえ
あさり
三代目葵マリー
Gigi
他 非常勤メンバー多数